# Marcos 5

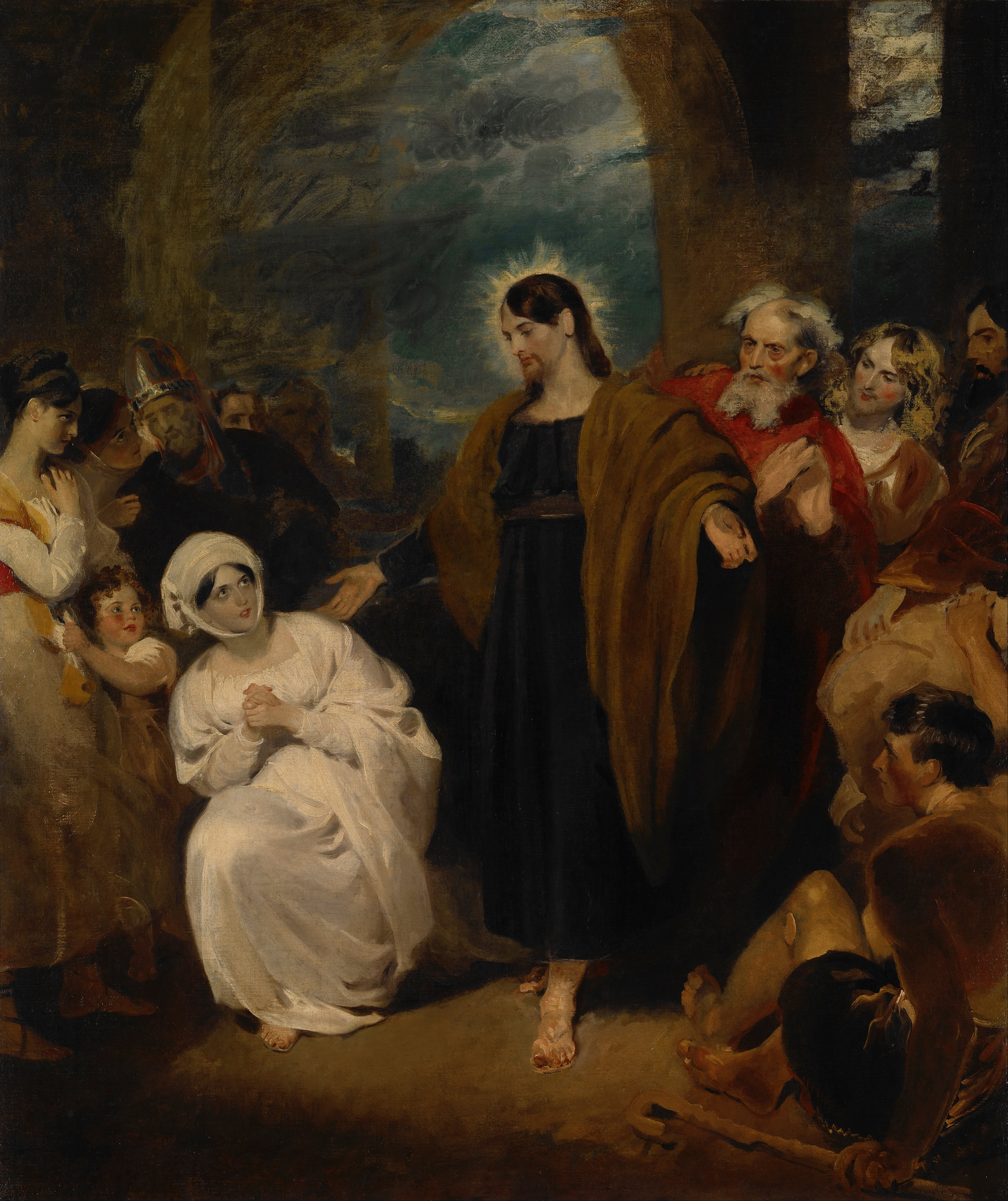
Jesus curando a mulher com sangramento, um dos episódios de Marcos 5.
1817. Por George Henry Harlow, atualmente no Indianapolis Museum of Art, nos Estados Unidos.

Marcos 5 é o quinto capítulo do Evangelho de Marcos no Novo Testamento da Bíblia. Continuando o relato dos grandes milagres de Jesus iniciado no final do capítulo anterior, Marcos relata neste capítulo três deles: um exorcismo, uma cura e uma ressurreição.

## Exorcismo do geraseno
Jesus e seus discípulos viajaram então para o país dos gerasenos (ou, segundo alguns manuscritos, os gadarenos, uma tentativa de harmonizar com Mateus 8:28) atravessando "o mar" (provavelmente o Mar da Galileia) de barco, uma região que hoje é parte da Jordânia. Um homem possuído vai ao encontro deles. Segundo Marcos, ele vivia gritando nos túmulos da região e lutava contra os que tentavam acorrentá-lo. Ao ver Jesus, cai imediatamente aos seus pés e implora que ele não o machuque. Jesus pergunta qual o seu nome e ele responde «Legião é o meu nome, porque somos muitos!» (Marcos 5:9), provavelmente uma referência ao exército romano. Ali perto estava uma vara de porcos e os demônios perguntam se poderiam "entrar" neles, o que Jesus faz. Os animais correm então para o lago e se afogam. 
Os que cuidavam dos porcos correram para a cidade gritando para todos o que havia acontecido e alguns dos moradores do local foram até Jesus para ver por si próprios. Quando chegaram, viram o homem curado e, assombrados, pediram a Jesus que deixasse a região. O homem que fora curado pede para seguir Jesus, mas ele ordena que ele vá para casa e conte para sua família o que Deus fizera por ele. Ele então segue para a Decápole e vai contando sua história no caminho (Marcos 5:1–20).
Esta história aparece também em Mateus 8 (Mateus 8:28–34), mas com dois homens possuídos e não um, e em Lucas 8 (8 26:39).

## A filha de Jairo e a mulher com sangramento

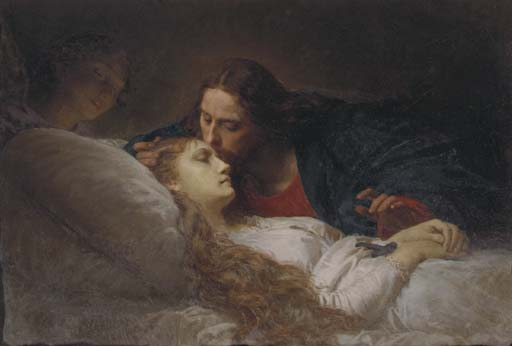
Ressurreição da filha de Jairo.
Final do séc. XIX. Por Ernesto Fontana.

De volta para o outro lado do "lago", Jesus se encontrou com um homem chamado Jairo, um "chefe da sinagoga" (geralmente aquele que patrocinava o templo local), que implora que Jesus cure sua filha doente, de apenas doze anos. Jesus então escolhe ir acompanhado apenas de Pedro, Tiago e João. No caminho, uma mulher que sofria de "sangramento crônico", provavelmente uma menorragia ou um sangramento das fibroides. Ela se aproxima sorrateiramente de Jesus, toca a ponta de seu manto (a tzitzit) e é curada. Este episódio aparece também em Mateus 9 (Mateus 9:20–22) e Lucas 8 (Lucas 8:43–48).
Então mensageiros chegam para dizer a Jairo que sua filha havia morrido. Jesus os dispensa e diz: «Não temas, crê somente!» (Marcos 5:36) Quando chegam e encontram todos chorando, Jesus assegura que ela está apenas dormindo, entra e ordena que ela se levante (Talitha kum!). Segundo Marcos, «Jesus recomendou-lhes expressamente que ninguém o soubesse» (Marcos 5:43), uma continuação do chamado "Segredo Messiânico" em Marcos.
Este episódio aparece também em Mateus 9 (Mateus 9:18–26) e Lucas 8 (Lucas 8:40–56). Enquanto Lucas mantém o relato similar ao de Marcos, Mateus insere entre o geraseno e a mulher com sangramento a história do paralítico, o chamado de Mateus e a Parábola do Vinho Novo em Odres Velhos, encontradas em Marcos 2.